# Liste des chapelles du Morbihan (N-Z)
Pour l’article homonyme, voir la liste complémentaire.
Pour des raisons de taille de la page, la liste des chapelles du Morbihan a été scindée en deux, suivant les initiales des communes où se situent ces monuments :
- Liste des chapelles du Morbihan (A-M)
- Liste des chapelles du Morbihan (N-Z)

La liste des chapelles du Morbihan (N-Z) recense ainsi de manière non exhaustive les chapelles situées sur le territoire des communes du département français du Morbihan, dont les initiales sont comprises entre les lettres N et Z. Il est fait état des diverses protections dont elles peuvent bénéficier, et notamment les inscriptions et classements au titre des monuments historiques.

## Liste
| Monument                                                           | Commune                | Adresse                                                            | Coordonnées                        | Notice         | Protection               | Date           | Illustration                                                       |
| ------------------------------------------------------------------ | ---------------------- | ------------------------------------------------------------------ | ---------------------------------- | -------------- | ------------------------ | -------------- | ------------------------------------------------------------------ |
| Chapelle Notre-Dame                                                | Néant-sur-Yvel         | Kernéant                                                           | 48° 02′ 19″ nord, 2° 20′ 52″ ouest |                |                          |                | Image manquante Téléverser                                         |
| Chapelle Saint-Fiacre                                              | Néant-sur-Yvel         | Le Bois-Bily                                                       | 48° 02′ 20″ nord, 2° 17′ 54″ ouest |                |                          |                | Image manquante Téléverser                                         |
| Chapelle Saint-Louis                                               | Néant-sur-Yvel         | Kermagaro                                                          | 48° 00′ 33″ nord, 2° 21′ 16″ ouest |                |                          |                | Image manquante Téléverser                                         |
| Ancienne église Sainte-Anne du Bois de la Roche                    | Néant-sur-Yvel         | Le Bois de la Roche                                                | 48° 02′ 37″ nord, 2° 19′ 55″ ouest |                |                          |                | Image manquante Téléverser                                         |
| Chapelle du château du Fresne                                      | Néant-sur-Yvel         | Le Fresne                                                          | 48° 01′ 51″ nord, 2° 18′ 25″ ouest |                |                          |                | Image manquante Téléverser                                         |
| Chapelle Notre-Dame                                                | Neulliac               | Carmès                                                             | 48° 06′ 44″ nord, 2° 59′ 21″ ouest | « PA00091462 » | Classé                   | 1980           | Chapelle Notre-Dame                                                |
| Chapelle Notre-Dame-de-Délivrance                                  | Neulliac               | Le Roz                                                             | 48° 06′ 13″ nord, 2° 56′ 19″ ouest | « IA00009925 » | Inventorié               | 1986           | Image manquante Téléverser                                         |
| Chapelle Saint-Corentin                                            | Neulliac               | Le Moustoir                                                        | 48° 07′ 01″ nord, 2° 57′ 10″ ouest | « IA00009920 » | Inventorié               | 1986           | Image manquante Téléverser                                         |
| Chapelle Saint-Éloi                                                | Neulliac               | Saint-Éloi                                                         | 48° 09′ 37″ nord, 2° 59′ 40″ ouest | « IA00009926 » | Inventorié               | 1986           | Image manquante Téléverser                                         |
| Chapelle Saint-Samson                                              | Neulliac               | Saint-Samson                                                       | 48° 05′ 35″ nord, 2° 58′ 32″ ouest | « IA00009927 » | inscrit                  | 2021           | Image manquante Téléverser                                         |
| Chapelle Saint-Cry                                                 | Nivillac               | Saint-Cry                                                          | 47° 33′ 43″ nord, 2° 13′ 04″ ouest |                |                          |                | Chapelle Saint-Cry                                                 |
| Chapelle Sainte-Marie                                              | Nivillac               | Sainte-Marie                                                       | 47° 31′ 02″ nord, 2° 13′ 21″ ouest |                |                          |                | Chapelle Sainte-Marie                                              |
| Chapelle Notre-Dame-de-Grâces du château de Lourmois               | Nivillac               | Lourmois                                                           | 47° 32′ 09″ nord, 2° 16′ 44″ ouest |                |                          |                | Image manquante Téléverser                                         |
| Chapelle Notre-Dame                                                | Nostang                | Légevin                                                            | 47° 44′ 58″ nord, 3° 09′ 21″ ouest | « PA00091466 » | Inscrit                  | 1925           | Chapelle Notre-Dame                                                |
| Chapelle Notre-Dame-de-Bonne-Nouvelle                              | Nostang                | Rue de la Côte                                                     | 47° 44′ 57″ nord, 3° 10′ 41″ ouest | « PA00091465 » | Classé                   | 2005           | Chapelle Notre-Dame-de-Bonne-Nouvelle                              |
| Chapelle Saint-Bieuzy-et-Saint-Georges                             | Nostang                | Rue de l'École-Sainte-Anne                                         | 47° 45′ 07″ nord, 3° 11′ 13″ ouest |                |                          |                | Image manquante Téléverser                                         |
| Chapelle Saint-Cado                                                | Nostang                | Kergoh                                                             | 47° 44′ 58″ nord, 3° 11′ 35″ ouest |                |                          |                | Chapelle Saint-Cado                                                |
| Chapelle Saint-Maurice-et-Saint-Symphorien                         | Nostang                | Saint-Symphorien                                                   | 47° 46′ 09″ nord, 3° 11′ 06″ ouest |                |                          |                | Image manquante Téléverser                                         |
| Chapelle Notre-Dame                                                | Noyal-Muzillac         | Rue du Bengué                                                      | 47° 35′ 31″ nord, 2° 27′ 29″ ouest |                |                          |                | Image manquante Téléverser                                         |
| Chapelle Notre-Dame                                                | Noyal-Muzillac         | Kerrio                                                             | 47° 35′ 04″ nord, 2° 27′ 03″ ouest |                |                          |                | Chapelle Notre-Dame                                                |
| Chapelle Notre-Dame-de-l'Assomption                                | Noyal-Muzillac         | Brangolo                                                           | 47° 37′ 14″ nord, 2° 27′ 47″ ouest |                |                          |                | Image manquante Téléverser                                         |
| Chapelle Notre-Dame-de-Grâces                                      | Noyal-Muzillac         | Grâce                                                              | 47° 33′ 52″ nord, 2° 26′ 04″ ouest |                |                          |                | Chapelle Notre-Dame-de-Grâces                                      |
| Chapelle Saint-Arnould de Noyal-Pontivy                            | Noyal-Pontivy          | Kergoff                                                            | 48° 04′ 11″ nord, 2° 50′ 13″ ouest | « IA00010378 » | Inventorié               | 1986           | Image manquante Téléverser                                         |
| Chapelle Sainte-Barbe de Noyal-Pontivy                             | Noyal-Pontivy          | Poulvern                                                           | 48° 00′ 22″ nord, 2° 53′ 56″ ouest | « PA56000086 » | Classé                   | 2018           | Chapelle Sainte-Barbe de Noyal-Pontivy                             |
| Chapelle Sainte-Noyale                                             | Noyal-Pontivy          | Sainte-Noyale                                                      | 48° 04′ 58″ nord, 2° 54′ 05″ ouest | « PA00091467 » | Site classé · Classé     | 1943 1965      | Chapelle Sainte-Noyale                                             |
| Oratoire Saint-Jean                                                | Noyal-Pontivy          | Sainte-Noyale                                                      | 48° 04′ 58″ nord, 2° 54′ 04″ ouest | « PA00091467 » | Classé                   | 1965           | Oratoire Saint-Jean                                                |
| Chapelle Notre-Dame                                                | Le Palais              | Rue de Verdun                                                      | 47° 20′ 45″ nord, 3° 09′ 21″ ouest | « IA00008194 » | Inventorié               | 1986           | Image manquante Téléverser                                         |
| Chapelle Notre-Dame-de-Miséricorde                                 | Le Palais              | Rue Joseph-Le-Brix                                                 | 47° 20′ 48″ nord, 3° 09′ 36″ ouest | « IA00008183 » | Inventorié               | 1986           | Image manquante Téléverser                                         |
| Chapelle Saint-André                                               | Péaule                 | Saint-André                                                        | 47° 35′ 17″ nord, 2° 19′ 03″ ouest |                |                          |                | Image manquante Téléverser                                         |
| Chapelle Saint-Cornély                                             | Péaule                 | Saint-Cornély                                                      | 47° 34′ 14″ nord, 2° 18′ 18″ ouest |                |                          |                | Image manquante Téléverser                                         |
| Chapelle Saint-Leufroy                                             | Péaule                 | Saint-Leufroy                                                      | 47° 36′ 17″ nord, 2° 20′ 13″ ouest |                |                          |                | Image manquante Téléverser                                         |
| Chapelle Saint-Michel                                              | Péaule                 | Rue Saint-Michel                                                   | 47° 34′ 46″ nord, 2° 21′ 22″ ouest |                |                          |                | Chapelle Saint-Michel                                              |
| Chapelle de la Congrégation                                        | Peillac                | Rue de la Cité-des-Fleurs Rue de la Mairie                         | 47° 42′ 48″ nord, 2° 13′ 11″ ouest |                |                          |                | Chapelle de la Congrégation                                        |
| Chapelle Notre-Dame-de-Liesse                                      | Peillac                | Maubran                                                            | 47° 42′ 58″ nord, 2° 15′ 00″ ouest |                |                          |                | Chapelle Notre-Dame-de-Liesse                                      |
| Chapelle Saint-Julien                                              | Peillac                | La Boulaie                                                         | 47° 42′ 38″ nord, 2° 11′ 48″ ouest |                |                          |                | Chapelle Saint-Julien                                              |
| Chapelle Saint-Yves                                                | Pénestin               | 30 rue du Port Tréhiguier                                          | 47° 29′ 38″ nord, 2° 26′ 27″ ouest |                |                          |                | Chapelle Saint-Yves                                                |
| Chapelle Notre-Dame                                                | Persquen               | Le Pénéty                                                          | 47° 59′ 49″ nord, 3° 13′ 56″ ouest | « IA00008355 » | Inventorié               | 1986           | Chapelle Notre-Dame                                                |
| Chapelle Saint-Vincent-Ferrier                                     | Persquen               | Saint-Vincent                                                      | 47° 59′ 37″ nord, 3° 14′ 12″ ouest | « IA00008357 » | Inventorié               | 1986           | Image manquante Téléverser                                         |
| Chapelle du château de Penvern                                     | Persquen               | Penvern                                                            | 48° 00′ 54″ nord, 3° 14′ 13″ ouest | « PA00091472 » | Inscrit                  | 2009           | Image manquante Téléverser                                         |
| Chapelle de la Madeleine                                           | Plaudren               | Le Moustoiric                                                      | 47° 44′ 53″ nord, 2° 43′ 32″ ouest | « IA00009433 » | Inventorié               | 1986           | Chapelle de la Madeleine                                           |
| Chapelle Notre-Dame-des-Fleurs                                     | Plaudren               | Chaupas                                                            | 47° 49′ 04″ nord, 2° 40′ 58″ ouest | « IA00009441 » | Inventorié               | 1986           | Chapelle Notre-Dame-des-Fleurs                                     |
| Chapelle Saint-Bily                                                | Plaudren               | Saint-Bily                                                         | 47° 46′ 40″ nord, 2° 38′ 14″ ouest | « IA00009438 » | Inventorié               | 1986           | Chapelle Saint-Bily                                                |
| Chapelle de la Sainte-Famille du manoir de Kergolher               | Plaudren               | Kergolher                                                          | 47° 46′ 47″ nord, 2° 42′ 18″ ouest | « IA00009436 » | Inventorié               | 1986           | Image manquante Téléverser                                         |
| Chapelle Notre-Dame                                                | Plescop                | Lézurgan                                                           | 47° 41′ 43″ nord, 2° 50′ 41″ ouest | « PA00091475 » | Inscrit                  | 1951           | Chapelle Notre-Dame                                                |
| Chapelle Saint-Barthélémy                                          | Plescop                | Le Gusquel                                                         | 47° 41′ 28″ nord, 2° 51′ 47″ ouest | « IA00009468 » | Inventorié               | 1986           | Image manquante Téléverser                                         |
| Chapelle Saint-Hamon                                               | Plescop                | Route de Kerizouet                                                 | 47° 41′ 49″ nord, 2° 48′ 04″ ouest | « IA00009467 » | Inventorié               | 1986           | Image manquante Téléverser                                         |
| Chapelle Saint-Barthélémy                                          | Pleucadeuc             | Saint-Barthélémy                                                   | 47° 46′ 29″ nord, 2° 24′ 38″ ouest |                |                          |                | Chapelle Saint-Barthélémy                                          |
| Chapelle Saint-Marc                                                | Pleucadeuc             | Saint-Marc                                                         | 47° 48′ 00″ nord, 2° 21′ 58″ ouest |                |                          |                | Chapelle Saint-Marc                                                |
| Chapelle Saint-Joseph du château de la Prévostais                  | Pleucadeuc             | La Prévotais                                                       | 47° 46′ 12″ nord, 2° 21′ 24″ ouest |                |                          |                | Image manquante Téléverser                                         |
| Chapelle Saint-Vincent-Ferrier                                     | Pleugriffet            | La Ville-Tual                                                      | 47° 39′ 52″ nord, 2° 39′ 28″ ouest |                |                          |                | Image manquante Téléverser                                         |
| Chapelle Sainte-Margeurite                                         | Pleugriffet            | Sainte-Margeurite                                                  | 48° 00′ 01″ nord, 2° 41′ 32″ ouest |                |                          |                | Image manquante Téléverser                                         |
| Chapelle Notre-Dame-de-Pitié                                       | Ploemel                | Locmaria                                                           | 47° 38′ 56″ nord, 3° 02′ 49″ ouest | « PA00091480 » | Inscrit                  | 1927           | Chapelle Notre-Dame-de-Pitié                                       |
| Chapelle Notre-Dame-de-Recouvrance                                 | Ploemel                | Rue Joseph-Le-Pévédic                                              | 47° 39′ 03″ nord, 3° 04′ 15″ ouest | « PA00091486 » | Inscrit                  | 1925           | Chapelle Notre-Dame-de-Recouvrance                                 |
| Chapelle Saint-Cado                                                | Ploemel                | Saint-Cado                                                         | 47° 39′ 14″ nord, 3° 06′ 06″ ouest |                |                          |                | Chapelle Saint-Cado                                                |
| Chapelle Saint-Laurent                                             | Ploemel                | Saint-Laurent                                                      | 47° 38′ 54″ nord, 3° 06′ 41″ ouest |                |                          |                | Chapelle Saint-Laurent                                             |
| Chapelle Saint-Méen                                                | Ploemel                | Saint-Méen                                                         | 47° 40′ 47″ nord, 3° 04′ 22″ ouest | « PA00091481 » | Inscrit                  | 1925           | Chapelle Saint-Méen                                                |
| Chapelle Notre-Dame-de-la-Garde                                    | Ploemeur               | Rue du Gazu Lomener                                                | 47° 42′ 11″ nord, 3° 25′ 56″ ouest |                |                          |                | Chapelle Notre-Dame-de-la-Garde                                    |
| Chapelle Saint-Léonard                                             | Ploemeur               | Kerguen                                                            | 47° 43′ 15″ nord, 3° 27′ 51″ ouest |                |                          |                | Chapelle Saint-Léonard                                             |
| Chapelle Saint-Mathurin                                            | Ploemeur               | Saint-Mathurin                                                     | à géolocaliser                     |                |                          |                | Chapelle Saint-Mathurin                                            |
| Chapelle Saint-Maudé                                               | Ploemeur               | Rue du Divit Penhoat-Quinio                                        | 47° 44′ 47″ nord, 3° 24′ 32″ ouest |                |                          |                | Chapelle Saint-Maudé                                               |
| Chapelle Saint-Simon-et-Saint-Jude                                 | Ploemeur               | Saint-Jude                                                         | 47° 43′ 38″ nord, 3° 29′ 08″ ouest |                |                          |                | Chapelle Saint-Simon-et-Saint-Jude                                 |
| Chapelle Saint-Thual                                               | Ploemeur               | Kerdroual                                                          | 47° 43′ 49″ nord, 3° 24′ 42″ ouest |                |                          |                | Chapelle Saint-Thual                                               |
| Chapelle Sainte-Anne                                               | Ploemeur               | Rue Sainte-Anne Rue Saint-Deron                                    | 47° 44′ 13″ nord, 3° 25′ 27″ ouest | « PA00091487 » | Inscrit                  | 1944           | Chapelle Sainte-Anne                                               |
| Chapelle de la Madeleine                                           | Ploërdut               | La Madeleine                                                       | 48° 06′ 45″ nord, 3° 19′ 01″ ouest | « IA00008377 » | Inventorié               | 1986           | Image manquante Téléverser                                         |
| Chapelle Notre-Dame                                                | Ploërdut               | Crénénan                                                           | 48° 04′ 57″ nord, 3° 13′ 49″ ouest | « PA56000018 » | Inscrit                  | 1998           | Chapelle Notre-Dame                                                |
| Chapelle Notre-Dame-de-la-Fosse                                    | Ploërdut               | Locuon                                                             | 48° 09′ 03″ nord, 3° 18′ 10″ ouest | « IA00008376 » | Inventorié               | 1986           | Chapelle Notre-Dame-de-la-Fosse                                    |
| Chapelle Saint-Michel                                              | Ploërdut               | Quénecolet                                                         | 48° 03′ 56″ nord, 3° 17′ 23″ ouest | « IA00008378 » | Inventorié               | 1986           | Image manquante Téléverser                                         |
| Chapelle de la Trinité                                             | Ploërdut               | Lochrist                                                           | 48° 04′ 17″ nord, 3° 19′ 55″ ouest | « PA00091491 » | Inscrit                  | 1933           | Chapelle de la Trinité                                             |
| Chapelle Notre-Dame                                                | Ploeren                | Béléan                                                             | 47° 40′ 47″ nord, 2° 49′ 05″ ouest | « PA00091493 » | Inscrit Inscrit          | 1925 2010      | Chapelle Notre-Dame                                                |
| Chapelle de la Congrégation                                        | Ploërmel               | Place Lamennais                                                    | 47° 55′ 54″ nord, 2° 23′ 58″ ouest |                |                          |                | Chapelle de la Congrégation                                        |
| Chapelle de la Croix-Marie                                         | Ploërmel               | La Gaudinais                                                       | 47° 54′ 19″ nord, 2° 24′ 17″ ouest | « IA00010262 » | Inventorié               | 1986           | Image manquante Téléverser                                         |
| Chapelle Saint-Antoine                                             | Ploërmel               | Saint-Antoine                                                      | 47° 55′ 07″ nord, 2° 24′ 24″ ouest | « PA00091496 » | Inscrit                  | 1928           | Chapelle Saint-Antoine                                             |
| Chapelle Saint-Denis                                               | Ploërmel               | Rue Saint-Denis                                                    | 47° 55′ 44″ nord, 2° 23′ 11″ ouest | « IA00010258 » | Inventorié               | 1986           | Image manquante Téléverser                                         |
| Chapelle Saint-Jean-Baptiste                                       | Ploërmel               | Saint-Jean-de-Villenard                                            | 47° 54′ 47″ nord, 2° 20′ 58″ ouest | « IA00010219 » | Inventorié               | 1986           | Image manquante Téléverser                                         |
| Chapelle Saint-Joseph de Grancastel                                | Ploërmel               | Grancastel                                                         | 47° 57′ 06″ nord, 2° 23′ 53″ ouest | « IA00010259 » | Inventorié               | 1986           | Image manquante Téléverser                                         |
| Chapelle Saint-Joseph de Roc-Brien                                 | Ploërmel               | Roc-Brien                                                          | 47° 53′ 56″ nord, 2° 25′ 49″ ouest | « IA00010222 » | Inventorié               | 1986           | Image manquante Téléverser                                         |
| Chapelle Saint-Maur                                                | Ploërmel               | Saint-Maur                                                         | 47° 56′ 58″ nord, 2° 22′ 08″ ouest | « IA00010250 » | Inventorié               | 1986           | Chapelle Saint-Maur                                                |
| Chapelle Saint-Roch                                                | Ploërmel               | La Couardière                                                      | 47° 55′ 30″ nord, 2° 20′ 55″ ouest | « IA00010224 » | Inventorié               | 1927           | Chapelle Saint-Roch                                                |
| Chapelle de la Trinité                                             | Ploërmel               | Clos-Havard                                                        | à géolocaliser                     | « IA00010223 » | Inventorié               | 1986           | Image manquante Téléverser                                         |
| Chapelle des Ursulines                                             | Ploërmel               | Rue Sénéchal-Thuault                                               | 47° 55′ 52″ nord, 2° 23′ 44″ ouest | « PA00091495 » | Inscrit                  | 1928           | Chapelle des Ursulines                                             |
| Chapelle du château de la Haute-Touche                             | Ploërmel               | la Haute-Touche Monterrein                                         | 47° 52′ 48″ nord, 2° 22′ 14″ ouest | « PA56000053 » | Inscrit                  | 2001 2002      | Chapelle du château de la Haute-Touche                             |
| Chapelle Saint-Marc du château de Malleville                       | Ploërmel               | Malleville                                                         | 47° 55′ 25″ nord, 2° 22′ 39″ ouest | « PA00091497 » | Inscrit                  | 1973           | Image manquante Téléverser                                         |
| Chapelle Saint-Nicodème du Château de la Motte                     | Ploërmel               | La Motte                                                           | 47° 54′ 32″ nord, 2° 22′ 16″ ouest | « IA00010263 » | Inventorié               | 1986           | Image manquante Téléverser                                         |
| Chapelle du Couvent des Carmélites                                 | Ploërmel               | Rue Sénéchal-Thuault                                               | 47° 55′ 54″ nord, 2° 23′ 39″ ouest | « PA00091498 » | Inscrit                  | 1987           | Image manquante Téléverser                                         |
| Chapelle Sainte-Marie du couvent des Carmes                        | Ploërmel               | 7,9 rue du Val                                                     | 47° 56′ 01″ nord, 2° 23′ 58″ ouest | « IA00010240 » | Inventorié               | 1986           | Chapelle Sainte-Marie du couvent des Carmes                        |
| Chapelle Notre-Dame-des-Fleurs                                     | Plouay                 | Coëtulaire-Creïz                                                   | 47° 56′ 24″ nord, 3° 16′ 43″ ouest | « PA00091513 » | Inscrit                  | 1925           | Chapelle Notre-Dame-des-Fleurs                                     |
| Chapelle Notre-Dame-de-Grâce                                       | Plouay                 | Locmaria                                                           | 47° 53′ 21″ nord, 3° 23′ 46″ ouest | « PA00091512 » | Inscrit                  | 1975           | Chapelle Notre-Dame-de-Grâce                                       |
| Chapelle Notre-Dame-de-Vrai-Secours                                | Plouay                 | Ty-Henry                                                           | 47° 54′ 34″ nord, 3° 16′ 38″ ouest | « IA00009206 » | Inventorié               | 1986           | Chapelle Notre-Dame-de-Vrai-Secours                                |
| Chapelle Saint-Hubert                                              | Plouay                 | Cunffio                                                            | 47° 57′ 52″ nord, 3° 18′ 48″ ouest | « IA00009208 » | Inventorié               | 1986           | Image manquante Téléverser                                         |
| Chapelle Saint-Sauveur                                             | Plouay                 | Ty-Narhoz                                                          | 47° 57′ 44″ nord, 3° 19′ 09″ ouest | « IA00009209 » | Inventorié               | 1986           | Chapelle Saint-Sauveur                                             |
| Chapelle Saint-Sébastien                                           | Plouay                 | Kerbonalen                                                         | 47° 57′ 44″ nord, 3° 19′ 09″ ouest | « IA00009210 » | Inventorié               | 1986           | Image manquante Téléverser                                         |
| Chapelle Saint-Vincent-Ferrier                                     | Plouay                 | Le Guerveur                                                        | 47° 56′ 10″ nord, 3° 22′ 00″ ouest | « IA00009211 » | Inventorié               | 1986           | Chapelle Saint-Vincent-Ferrier                                     |
| Chapelle Sainte-Anne-du-Scorff                                     | Plouay                 | Kermignan                                                          | 47° 54′ 13″ nord, 3° 24′ 20″ ouest | « IA00009207 » | Inventorié               | 1986           | Chapelle Sainte-Anne-du-Scorff                                     |
| Chapelle Notre-Dame-de-Sion du château de Ménéhouarn               | Plouay                 | Rue des Acacias                                                    | 47° 55′ 03″ nord, 3° 20′ 47″ ouest | « IA00009216 » | Inventorié               | 1986           | Image manquante Téléverser                                         |
| Oratoire Notre-Dame                                                | Plouay                 | Bécherel                                                           | 47° 55′ 30″ nord, 3° 17′ 54″ ouest | « IA00009202 » | Inventorié               | 1986           | Image manquante Téléverser                                         |
| Oratoire Notre-Dame-de-Délivrance                                  | Plouay                 | Penterff                                                           | 47° 55′ 31″ nord, 3° 17′ 53″ ouest |                |                          |                | Image manquante Téléverser                                         |
| Chapelle Saint-Thuriau                                             | Plougoumelen           | Lestréviau                                                         | 47° 38′ 34″ nord, 2° 54′ 31″ ouest |                |                          |                | Chapelle Saint-Thuriau                                             |
| Chapelle Notre-Dame-des-Fleurs                                     | Plouharnel             | Rue Notre-Dame-des-Fleurs                                          | 47° 35′ 46″ nord, 3° 06′ 49″ ouest | « PA00091519 » | Inscrit                  | 1925           | Chapelle Notre-Dame-des-Fleurs                                     |
| Chapelle Saint-Antoine                                             | Plouharnel             | Kerarno                                                            | 47° 36′ 53″ nord, 3° 07′ 40″ ouest |                |                          |                | Chapelle Saint-Antoine                                             |
| Chapelle Saint-Gilles                                              | Plouharnel             | Cosquer                                                            | 47° 37′ 12″ nord, 3° 06′ 08″ ouest |                |                          |                | Chapelle Saint-Gilles                                              |
| Chapelle Sainte-Barbe                                              | Plouharnel             | Sainte-Barbe                                                       | 47° 36′ 24″ nord, 3° 08′ 07″ ouest | « PA00091520 » | Inscrit                  | 1925           | Chapelle Sainte-Barbe                                              |
| Chapelle Notre-Dame-de-Pitié                                       | Plouhinec              | Kervarlay                                                          | 47° 40′ 39″ nord, 3° 12′ 39″ ouest |                |                          |                | Image manquante Téléverser                                         |
| Chapelle Saint-Cornély                                             | Plouhinec              | Kerprat                                                            | 47° 40′ 27″ nord, 3° 14′ 27″ ouest |                |                          |                | Image manquante Téléverser                                         |
| Chapelle Saint-Fiacre                                              | Plouhinec              | Kervener                                                           | 47° 43′ 09″ nord, 3° 13′ 57″ ouest |                |                          |                | Image manquante Téléverser                                         |
| Chapelle Saint-Guillaume                                           | Plouhinec              | Saint-Guillaume                                                    | 47° 41′ 27″ nord, 3° 11′ 24″ ouest |                |                          |                | Chapelle Saint-Guillaume                                           |
| Chapelle Notre-Dame                                                | Plouray                | Locmaria                                                           | 48° 08′ 04″ nord, 3° 20′ 28″ ouest | « IA00009315 » | Inventorié               | 1986           | Chapelle Notre-Dame                                                |
| Chapelle Saint-Guénin                                              | Plouray                | Miné-Groëz                                                         | 48° 08′ 00″ nord, 3° 24′ 13″ ouest | « IA00008922 » | Inventorié               | 1986           | Chapelle Saint-Guénin                                              |
| Chapelle Sainte-Hélène-et-Sainte-Ursule                            | Plouray                | La Villeneuve-Runello                                              | 48° 07′ 00″ nord, 3° 25′ 00″ ouest | « IA00008921 » | Inventorié               | 1986           | Chapelle Sainte-Hélène-et-Sainte-Ursule                            |
| Chapelle Notre-Dame                                                | Pluherlin              | Cartudo                                                            | 47° 41′ 57″ nord, 2° 24′ 43″ ouest | « IA00008745 » | Inventorié               | 1986           | Image manquante Téléverser                                         |
| Chapelle Notre-Dame-de-la-Barre                                    | Pluherlin              | Le Gué-de-la-Barre                                                 | 47° 43′ 19″ nord, 2° 23′ 23″ ouest | « IA00008749 » | Inventorié               | 1986           | Image manquante Téléverser                                         |
| Chapelle Notre-Dame-de-Bon-Réconfort                               | Pluherlin              | Bécavin                                                            | 47° 41′ 46″ nord, 2° 21′ 47″ ouest | « IA00008737 » | Inventorié               | 1986           | Image manquante Téléverser                                         |
| Chapelle Saint-Jean du château de Talhouët                         | Pluherlin              | Talhouët                                                           | 47° 43′ 11″ nord, 2° 22′ 21″ ouest | « PA56000045 » | Inscrit                  | 2000           | Image manquante Téléverser                                         |
| Chapelle Notre-Dame-de-Lorette                                     | Plumelec               | Le Bouloir                                                         | 47° 48′ 19″ nord, 2° 39′ 44″ ouest |                |                          |                | Image manquante Téléverser                                         |
| Chapelle Saint-Joseph                                              | Plumelec               | Le Moulin-de-Callac                                                | 47° 48′ 37″ nord, 2° 34′ 45″ ouest |                |                          |                | Chapelle Saint-Joseph                                              |
| Chapelle Saint-Joseph                                              | Plumelec               | Kerangat                                                           | 47° 50′ 46″ nord, 2° 40′ 03″ ouest |                |                          |                | Image manquante Téléverser                                         |
| Chapelle Saint-Maudé                                               | Plumelec               | La Ville-Louais                                                    | 47° 48′ 27″ nord, 2° 33′ 47″ ouest |                |                          |                | Chapelle Saint-Maudé                                               |
| Chapelle de Talcoëtmeur                                            | Plumelec               | Talcoëtmeur                                                        | 47° 48′ 57″ nord, 2° 36′ 20″ ouest |                |                          |                | Image manquante Téléverser                                         |
| Chapelle de la Madeleine                                           | Pluméliau-Bieuzy       | La Madeleine Pluméliau                                             | 47° 56′ 33″ nord, 2° 59′ 35″ ouest |                |                          |                | Image manquante Téléverser                                         |
| Chapelle Notre-Dame                                                | Pluméliau-Bieuzy       | La Ferrière Pluméliau                                              | 47° 58′ 24″ nord, 2° 55′ 30″ ouest |                |                          |                | Image manquante Téléverser                                         |
| Chapelle Saint-Gildas                                              | Pluméliau-Bieuzy       | Prioldy Bieuzy                                                     | 47° 58′ 43″ nord, 3° 02′ 56″ ouest | « IA56000879 » | Inventorié               | 2001           | Chapelle Saint-Gildas                                              |
| Chapelle Saint-Hilaire                                             | Pluméliau-Bieuzy       | Saint-Hilaire Pluméliau                                            | 47° 57′ 09″ nord, 3° 02′ 11″ ouest |                |                          |                | Image manquante Téléverser                                         |
| Chapelle Saint-Nicodème                                            | Pluméliau-Bieuzy       | Saint-Nicodème Pluméliau                                           | 47° 58′ 46″ nord, 3° 00′ 47″ ouest | « PA00091546 » | Classé                   | 1910           | Chapelle Saint-Nicodème                                            |
| Chapelle Saint-Nicolas-des-Eaux                                    | Pluméliau-Bieuzy       | Allée des Camélias Saint-Nicolas-des-Eaux Pluméliau                | 47° 58′ 50″ nord, 3° 02′ 25″ ouest | « PA00091547 » | Inscrit                  | 1928           | Chapelle Saint-Nicolas-des-Eaux                                    |
| Chapelle Saint-Rémi                                                | Pluméliau-Bieuzy       | Vieux-Rimaison Pluméliau                                           | 48° 01′ 00″ nord, 2° 59′ 29″ ouest |                |                          |                | Image manquante Téléverser                                         |
| Chapelle Saint-Samson                                              | Pluméliau-Bieuzy       | Saint-Samson Bieuzy                                                | 48° 00′ 26″ nord, 3° 01′ 53″ ouest | « IA56000878 » | Inventorié               | 2001           | Image manquante Téléverser                                         |
| Chapelle Saint-Thomas                                              | Pluméliau-Bieuzy       | Impasse du Mondo Saint-Thomas Pluméliau                            | 47° 57′ 21″ nord, 2° 59′ 03″ ouest |                |                          |                | Image manquante Téléverser                                         |
| Chapelle de la Trinité                                             | Pluméliau-Bieuzy       | Castennec Bieuzy                                                   | 47° 58′ 53″ nord, 3° 02′ 42″ ouest | « PA56000093 » | Inscrit                  | 2020           | Chapelle de la Trinité                                             |
| Chapelle de la Vraie-Croix                                         | Pluméliau-Bieuzy       | La Vraie-Croix Bieuzy                                              | 47° 59′ 35″ nord, 3° 01′ 17″ ouest | « IA56000871 » | Inventorié               | 2001           | Image manquante Téléverser                                         |
| Chapelle Saint-Jean-du-Poteau                                      | Plumelin               | Saint-Jean-du-Poteau                                               | 47° 53′ 41″ nord, 2° 54′ 38″ ouest |                |                          |                | Image manquante Téléverser                                         |
| Chapelle conventuelle Saint-Joseph des Filles de Jésus             | Plumelin               | Saint-Quidy                                                        | 47° 52′ 46″ nord, 2° 51′ 14″ ouest |                |                          |                | Chapelle conventuelle Saint-Joseph des Filles de Jésus             |
| Chapelle Saint-Quidy                                               | Plumelin               | Saint-Quidy                                                        | 47° 50′ 58″ nord, 2° 55′ 07″ ouest |                |                          |                | Image manquante Téléverser                                         |
| Chapelle Notre-Dame                                                | Plumergat              | Gornévec                                                           | 47° 42′ 41″ nord, 2° 56′ 52″ ouest | « PA00091552 » | Inscrit                  | 1925           | Chapelle Notre-Dame                                                |
| Chapelle Saint-Maurice                                             | Plumergat              | Locmaria                                                           | 47° 43′ 07″ nord, 2° 56′ 41″ ouest |                |                          |                | Image manquante Téléverser                                         |
| Chapelle Saint-Michel                                              | Plumergat              | Kervaly                                                            | 47° 43′ 49″ nord, 2° 54′ 07″ ouest |                |                          |                | Image manquante Téléverser                                         |
| Chapelle Saint-Roch                                                | Plumergat              | Rue de la Paix Mériadec                                            | 47° 41′ 53″ nord, 2° 54′ 10″ ouest |                |                          |                | Chapelle Saint-Roch                                                |
| Chapelle Saint-Servais                                             | Plumergat              | Rue René-Donias Rue des Trois-Clochers                             | 47° 44′ 31″ nord, 2° 55′ 02″ ouest | « PA56000075 » | Inscrit                  | 2015           | Chapelle Saint-Servais                                             |
| Chapelle Sainte-Brigide                                            | Plumergat              | Rue Hent-er-Fetan-Laimer Laimer                                    | 47° 43′ 04″ nord, 2° 57′ 56″ ouest |                |                          |                | Image manquante Téléverser                                         |
| Chapelle Sainte-Julitte                                            | Plumergat              | Lanvin                                                             | 47° 45′ 35″ nord, 2° 53′ 58″ ouest |                |                          |                | Chapelle Sainte-Julitte                                            |
| Chapelle de la Trinité                                             | Plumergat              | Rue René-Donias Rue des Trois-Clochers                             | 47° 44′ 31″ nord, 2° 55′ 02″ ouest | « PA00091554 » | Inscrit Inscrit          | 1925 2015      | Chapelle de la Trinité                                             |
| Chapelle de la Vraie-Croix                                         | Plumergat              | Langroix                                                           | 47° 43′ 59″ nord, 2° 58′ 18″ ouest | « PA00091553 » | Inscrit                  | 1925           | Chapelle de la Vraie-Croix                                         |
| Chapelle Sainte-Avoye                                              | Pluneret               | Sainte-Avoye                                                       | 47° 39′ 04″ nord, 2° 56′ 43″ ouest | « PA00091560 » | Classé                   | 1932           | Chapelle Sainte-Avoye                                              |
| Chapelle Notre-Dame-de-Miséricorde                                 | Pluvigner              | Kerven-Miséricorde                                                 | 47° 45′ 35″ nord, 2° 57′ 53″ ouest |                |                          |                | Image manquante Téléverser                                         |
| Ruines de la Chapelle Notre-Dame des Orties                        | Pluvigner              | Place Notre-Dame-des-Orties                                        | 47° 46′ 29″ nord, 3° 00′ 39″ ouest | « PA00091562 » | Inscrit                  | 1925           | Ruines de la Chapelle Notre-Dame des Orties                        |
| Chapelle Notre-Dame-des-Pins                                       | Pluvigner              | Kermorvano                                                         | 47° 45′ 35″ nord, 2° 57′ 53″ ouest |                |                          |                | Image manquante Téléverser                                         |
| Chapelle Saint-Adrien                                              | Pluvigner              | Place Notre-Dame-des-Orties Rue Ler-Paris                          | 47° 46′ 28″ nord, 3° 00′ 39″ ouest |                |                          |                | Chapelle Saint-Adrien                                              |
| Chapelle Saint-Bihui                                               | Pluvigner              | Rue Abbé-Raller Bieuzy-Lanvaux                                     | 47° 48′ 18″ nord, 2° 56′ 16″ ouest |                |                          |                | Image manquante Téléverser                                         |
| Chapelle Saint-Colomban                                            | Pluvigner              | Saint-Colomban                                                     | 47° 44′ 46″ nord, 2° 57′ 46″ ouest |                |                          |                | Chapelle Saint-Colomban                                            |
| Chapelle Saint-Fiacre                                              | Pluvigner              | Trélécan                                                           | 47° 48′ 12″ nord, 3° 03′ 41″ ouest | « PA00091563 » | Inscrit                  | 1925           | Chapelle Saint-Fiacre                                              |
| Chapelle Saint-Goal                                                | Pluvigner              | Minio-Braz                                                         | 47° 46′ 09″ nord, 3° 03′ 00″ ouest |                |                          |                | Image manquante Téléverser                                         |
| Chapelle Saint-Guénaël                                             | Pluvigner              | Le Parc                                                            | 47° 47′ 15″ nord, 3° 00′ 11″ ouest |                |                          |                | Image manquante Téléverser                                         |
| Chapelle Saint-Guyon                                               | Pluvigner              | Chancho                                                            | 47° 46′ 51″ nord, 3° 03′ 51″ ouest |                |                          |                | Image manquante Téléverser                                         |
| Chapelle Saint-Mériadec                                            | Pluvigner              | Saint-Mériadec                                                     | 47° 48′ 59″ nord, 2° 56′ 17″ ouest |                |                          |                | Image manquante Téléverser                                         |
| Chapelle Sainte-Brigitte                                           | Pluvigner              | Kerizan-Sainte-Brigitte                                            | 47° 48′ 13″ nord, 2° 58′ 18″ ouest |                |                          |                | Image manquante Téléverser                                         |
| Chapelle de la Trinité                                             | Pluvigner              | Le Moustoir                                                        | 47° 47′ 04″ nord, 2° 58′ 30″ ouest |                |                          |                | Image manquante Téléverser                                         |
| Chapelle funéraire de la famille de Saint-Georges                  | Pluvigner              | Cimetière                                                          | 47° 46′ 37″ nord, 3° 00′ 46″ ouest |                |                          |                | Image manquante Téléverser                                         |
| Chapelle du château de Kergluyar                                   | Pluvigner              | Rue de la Gare                                                     | 47° 46′ 14″ nord, 3° 01′ 06″ ouest |                |                          |                | Image manquante Téléverser                                         |
| Chapelle Saint-Joseph du château de Keronic                        | Pluvigner              | Keronic                                                            | 47° 47′ 20″ nord, 3° 01′ 55″ ouest | « PA56000082 » | Inscrit                  | 2017           | Image manquante Téléverser                                         |
| Chapelle du manoir de la Villeneuve                                | Pluvigner              | La Villeneuve                                                      | 47° 46′ 26″ nord, 3° 04′ 13″ ouest |                |                          |                | Image manquante Téléverser                                         |
| Chapelle Saint-Aubin                                               | Pont-Scorff            | Lesbin                                                             | 47° 50′ 09″ nord, 3° 24′ 41″ ouest | « IA56000212 » | Inventorié Inventorié    | 1975 1997      | Chapelle Saint-Aubin                                               |
| Chapelle Saint-Gildas                                              | Pont-Scorff            | Keryaquel                                                          | 47° 49′ 20″ nord, 3° 24′ 41″ ouest | « IA56000211 » | Inventorié Inventorié    | 1975 1997      | Chapelle Saint-Gildas                                              |
| Chapelle Saint-Servais                                             | Pont-Scorff            | Saint-Servais                                                      | 47° 50′ 26″ nord, 3° 26′ 08″ ouest | « PA00091583 » | Inscrit                  | 1934           | Chapelle Saint-Servais                                             |
| Chapelle conventuelle de la Madeleine                              | Pontivy                | Avenue Napoléon-Ier                                                | 48° 03′ 54″ nord, 2° 57′ 52″ ouest | « IA00010394 » | Inventorié               | 1986           | Image manquante Téléverser                                         |
| Chapelle Notre-Dame                                                | Pontivy                | La Houssaye                                                        | 48° 02′ 48″ nord, 2° 56′ 59″ ouest | « PA00091566 » | Inscrit                  | 1935           | Chapelle Notre-Dame                                                |
| Chapelle Saint-Ivy                                                 | Pontivy                | Rue Saint-Ivy                                                      | 48° 04′ 05″ nord, 2° 58′ 00″ ouest | « IA00010390 » | Inventorié               | 1986           | Image manquante Téléverser                                         |
| Chapelle conventuelle Saint-Thomas                                 | Pontivy                | Place Ernest-Jan                                                   | 48° 04′ 10″ nord, 2° 58′ 02″ ouest | « IA00010393 » | Inventorié               | 1986           | Chapelle conventuelle Saint-Thomas                                 |
| Chapelle Sainte-Tréphine                                           | Pontivy                | Sainte-Tréphine                                                    | 48° 03′ 51″ nord, 2° 59′ 12″ ouest | « PA00091567 » | Classé                   | 1968           | Chapelle Sainte-Tréphine                                           |
| Chapelle                                                           | Pontivy                | Rue du Médecin-Général-Robic                                       | 48° 04′ 09″ nord, 2° 57′ 45″ ouest |                |                          |                | Image manquante Téléverser                                         |
| Chapelle Saint-Sébastien                                           | Porcaro                | Rue Yves-Corbel                                                    | 47° 54′ 33″ nord, 2° 11′ 52″ ouest |                |                          |                | Chapelle Saint-Sébastien                                           |
| Chapelle Sainte-Anne du château des Touches                        | Porcaro                | Le Beau-Chêne                                                      | 47° 55′ 12″ nord, 2° 11′ 22″ ouest | « IA00009191 » | Inventorié               | 1986           | Chapelle Sainte-Anne du château des Touches                        |
| Chapelle Saint-Pierre                                              | Port-Louis             | Place Saint-Pierre                                                 | 47° 42′ 26″ nord, 3° 21′ 10″ ouest |                |                          |                | Chapelle Saint-Pierre                                              |
| Chapelle Sainte-Marguerite                                         | Port-Louis             | Place Pen-er-Run                                                   | 47° 42′ 21″ nord, 3° 20′ 51″ ouest |                |                          |                | Image manquante Téléverser                                         |
| Chapelle de l'Hôpital                                              | Port-Louis             | Rue de Gâvres                                                      | 47° 42′ 18″ nord, 3° 21′ 13″ ouest |                |                          |                | Image manquante Téléverser                                         |
| Chapelle de la Madeleine                                           | Priziac                | Le Rest                                                            | 48° 04′ 20″ nord, 3° 25′ 45″ ouest | « IA00008480 » | Inventorié               | 1986           | Chapelle de la Madeleine                                           |
| Chapelle Notre-Dame                                                | Priziac                | Pellah                                                             | 48° 02′ 17″ nord, 3° 24′ 07″ ouest | « IA00008478 » | Inventorié               | 1986           | Chapelle Notre-Dame                                                |
| Chapelle Notre-Dame-de-Lotavy                                      | Priziac                | Ty-Lotavy                                                          | 48° 02′ 17″ nord, 3° 24′ 07″ ouest | « IA00008481 » | Inventorié               | 1986           | Chapelle Notre-Dame-de-Lotavy                                      |
| Chapelle Saint-Guénolé                                             | Priziac                | Kerlen                                                             | 48° 01′ 58″ nord, 3° 27′ 24″ ouest | « IA00008476 » | Inventorié               | 1986           | Chapelle Saint-Guénolé                                             |
| Chapelle Saint-Michel                                              | Priziac                | Saint-Michel                                                       | 48° 01′ 58″ nord, 3° 27′ 24″ ouest |                |                          |                | Image manquante Téléverser                                         |
| Chapelle Saint-Nicolas                                             | Priziac                | Kerviguen                                                          | 48° 02′ 31″ nord, 3° 25′ 55″ ouest | « PA00091590 » | Classé                   | 1922           | Chapelle Saint-Nicolas                                             |
| Chapelle Saint-Yves                                                | Priziac                | Mené-Penmeur                                                       | 48° 04′ 16″ nord, 3° 27′ 02″ ouest | « PA00091591 » | Inscrit                  | 1975           | Chapelle Saint-Yves                                                |
| Chapelle Notre-Dame-des-Neiges                                     | Questembert            | Bodan                                                              | 47° 38′ 17″ nord, 2° 26′ 11″ ouest |                |                          |                | Image manquante Téléverser                                         |
| Chapelle Notre-Dame-de-l'O                                         | Questembert            | Bréhardec                                                          | 47° 38′ 09″ nord, 2° 24′ 02″ ouest |                |                          |                | Image manquante Téléverser                                         |
| Chapelle Saint-Jean-Baptiste                                       | Questembert            | Rue des Chevaliers Saint-Jean                                      | 47° 38′ 21″ nord, 2° 27′ 53″ ouest |                |                          |                | Image manquante Téléverser                                         |
| Chapelle Saint-Michel                                              | Questembert            | Cimetière Saint-Michel                                             | 47° 39′ 40″ nord, 2° 27′ 04″ ouest | « PA00091594 » | Classé                   | 1922           | Chapelle Saint-Michel                                              |
| Chapelle Saint-Vincent                                             | Questembert            | Saint-Doué                                                         | 47° 40′ 25″ nord, 2° 29′ 05″ ouest |                |                          |                | Chapelle Saint-Vincent                                             |
| Chapelle Sainte-Suzanne                                            | Questembert            | Sainte-Suzanne                                                     | 47° 40′ 02″ nord, 2° 23′ 32″ ouest |                |                          |                | Image manquante Téléverser                                         |
| Chapelle Sainte-Noyale                                             | Questembert            | Lesnoyal                                                           | 47° 41′ 57″ nord, 2° 27′ 29″ ouest |                | Site classé              | 1938           | Image manquante Téléverser                                         |
| Chapelle Notre-Dame-de-Bon-Secours                                 | Quéven                 | Bon-Secours                                                        | 47° 48′ 05″ nord, 3° 23′ 24″ ouest |                |                          |                | Chapelle Notre-Dame-de-Bon-Secours                                 |
| Chapelle Saint-Éloi                                                | Quéven                 | Rue Professeur-Lote                                                | 47° 47′ 13″ nord, 3° 24′ 50″ ouest |                |                          |                | Image manquante Téléverser                                         |
| Chapelle Saint-Nicodème                                            | Quéven                 | Saint-Nicodème                                                     | 47° 46′ 43″ nord, 3° 25′ 30″ ouest |                |                          |                | Image manquante Téléverser                                         |
| Chapelle de la Trinité                                             | Quéven                 | La Trinité                                                         | 47° 46′ 57″ nord, 3° 26′ 05″ ouest | « PA00091604 » | Inscrit Radié            | 1933 2014      | Chapelle de la Trinité                                             |
| Chapelle Saint-Clément                                             | Quiberon               | Rue de Saint-Clément                                               | 47° 28′ 35″ nord, 3° 06′ 20″ ouest |                |                          |                | Chapelle Saint-Clément                                             |
| Chapelle Saint-Julien                                              | Quiberon               | Rue des Goélands Saint-Julien                                      | 47° 29′ 39″ nord, 3° 07′ 09″ ouest |                |                          |                | Chapelle Saint-Julien                                              |
| Chapelle Notre-Dame-du-Cloître                                     | Quistinic              | Le Cloître                                                         | 47° 55′ 56″ nord, 3° 06′ 59″ ouest | « PA00091626 » | Inscrit                  | 1973           | Chapelle Notre-Dame-du-Cloître                                     |
| Chapelle Notre-Dame-de-la-Trinité                                  | Quistinic              | Quistinic                                                          | 47° 55′ 01″ nord, 3° 06′ 25″ ouest | « PA00091625 » | Inscrit                  | 1925           | Chapelle Notre-Dame-de-la-Trinité                                  |
| Chapelle Saint-Guénolé                                             | Quistinic              | Locunolé                                                           | 47° 54′ 03″ nord, 3° 10′ 28″ ouest | « IA00009282 » | Inventorié               | 1986           | Chapelle Saint-Guénolé                                             |
| Chapelle Saint-Jean-Baptiste                                       | Quistinic              | Le Temple                                                          | 47° 54′ 30″ nord, 3° 04′ 47″ ouest | « IA00009286 » | Inventorié               | 1986           | Image manquante Téléverser                                         |
| Chapelle Saint-Mathurin                                            | Quistinic              | Place Saint-Mathurin                                               | 47° 54′ 16″ nord, 3° 08′ 06″ ouest | « IA00009281 » | Inventorié               | 1986           | Chapelle Saint-Mathurin                                            |
| Chapelle Saint-Roch                                                | Quistinic              | RD 3                                                               | 47° 54′ 08″ nord, 3° 06′ 36″ ouest | « IA00009285 » | Inventorié               | 1986           | Image manquante Téléverser                                         |
| Chapelle Saint-Tugdual                                             | Quistinic              | Saint-Tugdual                                                      | 47° 55′ 41″ nord, 3° 05′ 32″ ouest | « IA00009287 » | Inventorié               | 1986           | Image manquante Téléverser                                         |
| Chapelle Sainte-Barbe                                              | Quistinic              | Porh-Men                                                           | 47° 53′ 15″ nord, 3° 06′ 18″ ouest | « IA00009284 » | Inventorié               | 1986           | Image manquante Téléverser                                         |
| Chapelle Saint-Fiacre                                              | Radenac                | Saint-Fiacre                                                       | 47° 57′ 44″ nord, 2° 43′ 41″ ouest | « PA00091629 » | Classé                   | 1931           | Chapelle Saint-Fiacre                                              |
| Chapelle Saint-Malo                                                | Réguiny                | Locmalo                                                            | 48° 00′ 21″ nord, 2° 46′ 09″ ouest |                |                          |                | Image manquante Téléverser                                         |
| Chapelle Saint-Jean                                                | Riantec                | Locjan                                                             | 47° 43′ 14″ nord, 3° 17′ 24″ ouest |                |                          |                | Image manquante Téléverser                                         |
| Chapelle de la Trinité                                             | Riantec                | Rue de Kerner Rue Fernande-Uzel                                    | 47° 42′ 25″ nord, 3° 18′ 20″ ouest |                |                          |                | Image manquante Téléverser                                         |
| Chapelle de la Vraie-Croix                                         | Riantec                | Rue des Écoles                                                     | 47° 42′ 35″ nord, 3° 19′ 01″ ouest |                |                          |                | Chapelle de la Vraie-Croix                                         |
| Chapelle du cimetière de Riantec                                   | Riantec                | Cimetière                                                          | 47° 42′ 44″ nord, 3° 18′ 44″ ouest |                |                          |                | Image manquante Téléverser                                         |
| Chapelle Saint-Sébastien                                           | Rieux                  | Tréfin                                                             | 47° 35′ 55″ nord, 2° 09′ 31″ ouest |                |                          |                | Image manquante Téléverser                                         |
| Chapelle du château de la Bousselais                               | Rieux                  | La Bousselais                                                      | 47° 37′ 26″ nord, 2° 07′ 42″ ouest |                |                          |                | Image manquante Téléverser                                         |
| Chapelle Notre-Dame                                                | La Roche-Bernard       | Rue Haute-Notre-Dame                                               | 47° 31′ 09″ nord, 2° 18′ 14″ ouest |                |                          |                | Chapelle Notre-Dame                                                |
| Chapelle Saint-Michel                                              | Rochefort-en-Terre     | Rue de la Grêle                                                    | 47° 41′ 54″ nord, 2° 20′ 19″ ouest | « IA00008647 » | Inventorié               | 1986           | Image manquante Téléverser                                         |
| Chapelle Saint-Roch                                                | Rochefort-en-Terre     | Rue Saint-Roch                                                     | 47° 41′ 59″ nord, 2° 20′ 38″ ouest | « IA00008648 » | Inventorié               | 1986           | Chapelle Saint-Roch                                                |
| Chapelle Saint-Jean-l'Évangéliste du château de Rochefort-en-Terre | Rochefort-en-Terre     | Rue du Château                                                     | 47° 42′ 00″ nord, 2° 20′ 22″ ouest | « PA00091638 » | Inscrit                  | 1990           | Chapelle Saint-Jean-l'Évangéliste du château de Rochefort-en-Terre |
| Chapelle Notre-Dame-de-Bonne-Encontre                              | Rohan                  | Rue du Point-du-Jour                                               | 48° 04′ 06″ nord, 2° 44′ 58″ ouest | « PA00091646 » | Classé                   | 1922           | Chapelle Notre-Dame-de-Bonne-Encontre                              |
| Chapelle Saint-Martin                                              | Rohan                  | Cimetière                                                          | 48° 04′ 00″ nord, 2° 45′ 05″ ouest |                |                          |                | Image manquante Téléverser                                         |
| Chapelle Saint-Michel                                              | Roudouallec            | Rue Nicolas-Le-Grand                                               | 48° 06′ 17″ nord, 3° 40′ 26″ ouest | « IA00008938 » | Inventorié               | 1986           | Image manquante Téléverser                                         |
| Chapelle Notre-Dame-de-la-Pitié                                    | Ruffiac                | Le Prieuré                                                         | 47° 49′ 24″ nord, 2° 15′ 37″ ouest |                |                          |                | Image manquante Téléverser                                         |
| Chapelle Saint-André                                               | Ruffiac                | La Hervaie                                                         | 47° 49′ 35″ nord, 2° 19′ 02″ ouest | « IA00010065 » | Inventorié               | 1986           | Image manquante Téléverser                                         |
| Chapelle Saint-Jacques-Saint-Philippe                              | Ruffiac                | La Souriçaie                                                       | 47° 48′ 42″ nord, 2° 19′ 45″ ouest | « IA00010064 » | Inventorié               | 1986           | Image manquante Téléverser                                         |
| Chapelle Saint-Jean-Baptiste                                       | Ruffiac                | La Chapelle-Saint-Jean                                             | 47° 47′ 35″ nord, 2° 14′ 59″ ouest | « IA00010073 » | Inventorié               | 1986           | Image manquante Téléverser                                         |
| Chapelle Notre-Dame-de-Lourdes                                     | Le Saint               | Bruscoase                                                          | 48° 06′ 28″ nord, 3° 33′ 33″ ouest |                |                          |                | Image manquante Téléverser                                         |
| Ruines de la chapelle Saint-Adrien                                 | Le Saint               | Bouthiry                                                           | 48° 06′ 56″ nord, 3° 33′ 53″ ouest | « IA00008895 » | Inventorié               | 1986           | Ruines de la chapelle Saint-Adrien                                 |
| Chapelle prieurale Saint-Gilles                                    | Le Saint               | Saint-Gilles                                                       | 48° 03′ 03″ nord, 3° 33′ 26″ ouest | « IA00008899 » | Inventorié               | 1986           | Chapelle prieurale Saint-Gilles                                    |
| Chapelle Saint-Méen                                                | Le Saint               | Saint-Méen                                                         | 48° 06′ 26″ nord, 3° 35′ 31″ ouest | « IA00008896 » | Site classé · Inventorié | 1934 1986      | Chapelle Saint-Méen                                                |
| Chapelle Saint-Tremeur                                             | Le Saint               | Goasquellec                                                        | 48° 04′ 54″ nord, 3° 35′ 31″ ouest | « IA00008898 » | Inventorié               | 1986           | Chapelle Saint-Tremeur                                             |
| Chapelle Sainte-Jeanne                                             | Le Saint               | Sainte-Jeanne                                                      | 48° 06′ 28″ nord, 3° 33′ 33″ ouest | « IA00008897 » | Inventorié               | 1986           | Image manquante Téléverser                                         |
| Chapelle Saint-Ignace                                              | Saint-Aignan           | Forêt de Quénécan                                                  | 48° 11′ 14″ nord, 3° 06′ 10″ ouest | « IA00009943 » | Inventorié               | 1986           | Image manquante Téléverser                                         |
| Chapelle Saint-Marc                                                | Saint-Aignan           | Lanmeur                                                            | 48° 10′ 58″ nord, 3° 03′ 55″ ouest | « IA00009944 » | Inventorié               | 1986           | Image manquante Téléverser                                         |
| Chapelle Sainte-Tréphine                                           | Saint-Aignan           | Castel-Finans                                                      | 48° 11′ 39″ nord, 3° 01′ 23″ ouest | « IA00009945 » | Inventorié               | 1986           | Chapelle Sainte-Tréphine                                           |
| Chapelle Notre-Dame-du-Loc                                         | Saint-Avé              | Place Notre-Dame-du-Loc                                            | 47° 41′ 23″ nord, 2° 43′ 50″ ouest | « PA00091661 » | Classé Classé            | 1922 1932      | Chapelle Notre-Dame-du-Loc                                         |
| Chapelle Saint-Michel                                              | Saint-Avé              | Saint-Michel                                                       | 47° 43′ 08″ nord, 2° 45′ 01″ ouest | « PA00091662 » | Inscrit                  | 1929           | Chapelle Saint-Michel                                              |
| Chapelle Saint-Jean-de-Dieu                                        | Saint-Avé              | Lesvellec                                                          | 47° 41′ 53″ nord, 2° 45′ 17″ ouest | « IA00114311 » | Inventorié               | 1987           | Image manquante Téléverser                                         |
| Chapelle Sainte-Anne du château de Kerozer                         | Saint-Avé              | Kerozer                                                            | 47° 42′ 02″ nord, 2° 44′ 11″ ouest | « IA00114035 » | Inventorié               | 1987           | Image manquante Téléverser                                         |
| Chapelle Saint-Adrien                                              | Saint-Barthélemy       | Saint-Adrien                                                       | 47° 54′ 45″ nord, 3° 04′ 33″ ouest | « PA00091665 » | Classé                   | 1932           | Chapelle Saint-Adrien                                              |
| Chapelle Saint-Fiacre                                              | Saint-Barthélemy       | Saint-Fiacre                                                       | 47° 55′ 05″ nord, 3° 02′ 34″ ouest | « IA56001277 » | Inventorié               | 2002           | Image manquante Téléverser                                         |
| Chapelle Saint-Guen                                                | Saint-Barthélemy       | Saint-Guen                                                         | 47° 56′ 36″ nord, 3° 01′ 59″ ouest | « IA56001067 » | Inventorié               | 2002           | Image manquante Téléverser                                         |
| Chapelle Saint-Thuriau                                             | Saint-Barthélemy       | Saint-Thuriau                                                      | 47° 56′ 40″ nord, 3° 02′ 59″ ouest | « IA56001284 » | Inventorié               | 2002           | Image manquante Téléverser                                         |
| Chapelle Notre-Dame-de-Toute-Aide                                  | Saint-Brieuc-de-Mauron | La Ville-Tual                                                      | 48° 05′ 20″ nord, 2° 21′ 49″ ouest |                |                          |                | Image manquante Téléverser                                         |
| Chapelle Saint-Cado                                                | Saint-Caradec-Trégomel | Saint-Cado                                                         | 48° 02′ 14″ nord, 3° 20′ 53″ ouest | « IA00008391 » | Inventorié               | 1986           | Chapelle Saint-Cado                                                |
| Chapelle Notre-Dame                                                | Saint-Congard          | Quemper                                                            | 47° 44′ 35″ nord, 2° 18′ 07″ ouest | « IA00008761 » | Inventorié               | 1986           | Image manquante Téléverser                                         |
| Chapelle Notre-Dame-de-Lorette                                     | Saint-Congard          | Lotissement de Lorette                                             | 47° 46′ 15″ nord, 2° 19′ 02″ ouest | « IA00008760 » | Inventorié               | 1986           | Image manquante Téléverser                                         |
| Ruines de la chapelle Saint-Jacques du manoir de Foveno            | Saint-Congard          | Foveno                                                             | 47° 48′ 25″ nord, 2° 21′ 07″ ouest | « IA00008756 » | Inventorié               | 1986           | Image manquante Téléverser                                         |
| Chapelle Sainte-Anne                                               | Saint-Dolay            | Sainte-Anne                                                        | 47° 33′ 55″ nord, 2° 11′ 44″ ouest | « PA00091670 » | Classé                   | 1930           | Chapelle Sainte-Anne                                               |
| Chapelle Saint-Drédeno                                             | Saint-Gérand           | Saint-Drédeno                                                      | 48° 06′ 54″ nord, 2° 54′ 24″ ouest | « IA00010463 » | Inventorié               | 1986           | Image manquante Téléverser                                         |
| Chapelle Saint-Sixte                                               | Saint-Gravé            | La Bogerais                                                        | 47° 42′ 35″ nord, 2° 19′ 09″ ouest | « IA00008772 » | Inventorié               | 1986           | Chapelle Saint-Sixte                                               |
| Chapelle Saint-Maurice                                             | Saint-Guyomard         | Rue de la Chapelle                                                 | 47° 46′ 51″ nord, 2° 30′ 13″ ouest | « IA00010046 » | Inventorié               | 1986           | Chapelle Saint-Maurice                                             |
| Chapelle du château de Brignac                                     | Saint-Guyomard         | Brignac                                                            | 47° 47′ 37″ nord, 2° 31′ 31″ ouest | « IA00010042 » | Inventorié               | 1986           | Image manquante Téléverser                                         |
| Chapelle Notre-Dame-du-Pont-d'Arz                                  | Saint-Jacut-les-Pins   | Le Val                                                             | 47° 41′ 37″ nord, 2° 12′ 36″ ouest |                |                          |                | Image manquante Téléverser                                         |
| Chapelle Saint-Barnabé                                             | Saint-Jacut-les-Pins   | Couesnongle                                                        | 47° 40′ 50″ nord, 2° 10′ 12″ ouest |                |                          |                | Image manquante Téléverser                                         |
| Chapelle Saint-Laurent                                             | Saint-Jacut-les-Pins   | Cimetière                                                          | 47° 41′ 02″ nord, 2° 12′ 46″ ouest |                |                          |                | Image manquante Téléverser                                         |
| Chapelle Sainte-Marie-Madeleine                                    | Saint-Jacut-les-Pins   | La Graë                                                            | 47° 40′ 08″ nord, 2° 14′ 19″ ouest |                |                          |                | Image manquante Téléverser                                         |
| Chapelle Saint-Marc                                                | Saint-Jean-Brévelay    | Le Moustoir                                                        | 47° 48′ 57″ nord, 2° 44′ 00″ ouest |                |                          |                | Chapelle Saint-Marc                                                |
| Chapelle Saint-Nicolas                                             | Saint-Jean-Brévelay    | Saint-Nicolas                                                      | 47° 49′ 02″ nord, 2° 42′ 33″ ouest |                |                          |                | Image manquante Téléverser                                         |
| Chapelle Saint-Roch                                                | Saint-Jean-Brévelay    | Saint-Roch                                                         | 47° 50′ 17″ nord, 2° 45′ 55″ ouest |                |                          |                | Chapelle Saint-Roch                                                |
| Chapelle Saint-Thuriau                                             | Saint-Jean-Brévelay    | Saint-Thuriau                                                      | 47° 49′ 08″ nord, 2° 46′ 03″ ouest |                |                          |                | Image manquante Téléverser                                         |
| Chapelle Sainte-Geneviève                                          | Saint-Marcel           | Sainte-Geneviève                                                   | 47° 48′ 42″ nord, 2° 25′ 26″ ouest | « IA00010131 » | Inventorié               | 1986           | Image manquante Téléverser                                         |
| Chapelle Saint-Léonard                                             | Saint-Martin-sur-Oust  | Saint-Léonard                                                      | 47° 46′ 15″ nord, 2° 15′ 14″ ouest |                |                          |                | Image manquante Téléverser                                         |
| Chapelle Saint-Mathurin                                            | Saint-Martin-sur-Oust  | Saint-Mathurin                                                     | 47° 45′ 26″ nord, 2° 17′ 57″ ouest |                |                          |                | Image manquante Téléverser                                         |
| Chapelle Saint-Amand                                               | Saint-Nolff            | Saint-Amand                                                        | 47° 44′ 01″ nord, 2° 39′ 51″ ouest |                |                          |                | Image manquante Téléverser                                         |
| Chapelle Saint-Colomban                                            | Saint-Nolff            | Saint-Colombier                                                    | 47° 41′ 41″ nord, 2° 40′ 48″ ouest |                |                          |                | Chapelle Saint-Colomban                                            |
| Chapelle Sainte-Anne                                               | Saint-Nolff            | Place du Calvaire                                                  | 47° 42′ 10″ nord, 2° 39′ 01″ ouest | « PA00091698 » | Inscrit                  | 1929           | Chapelle Sainte-Anne                                               |
| Chapelle Notre-Dame                                                | Saint-Pierre-Quiberon  | Avenue de Saint-Malo Avenue du Petit-Thouars Penthièvre            | 47° 33′ 20″ nord, 3° 08′ 02″ ouest |                |                          |                | Chapelle Notre-Dame                                                |
| Chapelle Notre-Dame-de-Lotivy                                      | Saint-Pierre-Quiberon  | Place de la Chapelle Portivy                                       | 47° 31′ 39″ nord, 3° 08′ 38″ ouest |                |                          |                | Chapelle Notre-Dame-de-Lotivy                                      |
| Chapelle Saint-Gobrien                                             | Saint-Servant          | Saint-Gobrien                                                      | 47° 55′ 39″ nord, 2° 30′ 54″ ouest | « PA00091715 » | Inscrit Classé           | 1927 1945 1996 | Chapelle Saint-Gobrien                                             |
| Chapelle Saint-Julien                                              | Saint-Servant          | Le Bois-du-Gué                                                     | 47° 52′ 44″ nord, 2° 32′ 39″ ouest | « IA00121444 » | Inventorié               | 1990           | Image manquante Téléverser                                         |
| Chapelle du château de Castel                                      | Saint-Servant          | Castel                                                             | 47° 53′ 51″ nord, 2° 28′ 08″ ouest | « PA56000015 » | Inscrit                  | 1997           | Chapelle du château de Castel                                      |
| Chapelle Notre-Dame-de-Joie                                        | Saint-Thuriau          | Gohazé                                                             | 48° 01′ 21″ nord, 2° 58′ 23″ ouest | « PA00091720 » | Inscrit                  | 1925           | Chapelle Notre-Dame-de-Joie                                        |
| Chapelle Saint-Mathias                                             | Saint-Thuriau          | Saint-Mathias                                                      | 48° 01′ 23″ nord, 2° 56′ 17″ ouest | « IA00010475 » | Inventorié               | 1986           | Image manquante Téléverser                                         |
| Chapelle Saint-Guen                                                | Saint-Tugdual          | Saint-Guen                                                         | 48° 05′ 18″ nord, 3° 22′ 25″ ouest | « PA00091723 » | Inscrit                  | 1927           | Chapelle Saint-Guen                                                |
| Chapelle de l'Immaculée de Sainte-Anne-d'Auray                     | Sainte-Anne-d'Auray    | Rue de Vannes                                                      | 47° 42′ 15″ nord, 2° 57′ 09″ ouest | « PA00091658 » | Inscrit                  | 2013           | Image manquante Téléverser                                         |
| Chapelle                                                           | Sainte-Anne-d'Auray    | Rue de Ker-Anna                                                    | 47° 42′ 12″ nord, 2° 57′ 28″ ouest |                |                          |                | Image manquante Téléverser                                         |
| Chapelle Saint-Joseph                                              | Sainte-Brigitte        | Le Gouvello                                                        | 48° 10′ 12″ nord, 3° 05′ 52″ ouest | « IA00009956 » | Inventorié               | 1986           | Image manquante Téléverser                                         |
| Chapelle Notre-Dame-de-Pitié                                       | Sainte-Hélène          | Kerdavid                                                           | 47° 42′ 34″ nord, 3° 10′ 31″ ouest | « IA56007553 » | Inventorié               | 2010           | Chapelle Notre-Dame-de-Pitié                                       |
| Chapelle Notre-Dame-de-la-Côte                                     | Sarzeau                | Route de la Chapelle Penvins                                       | 47° 29′ 36″ nord, 2° 40′ 51″ ouest | « IA00127662 » | Inventorié               | 1992           | Image manquante Téléverser                                         |
| Chapelle Saint-Jacques                                             | Sarzeau                | Rue Tal-er-Chapel Trévenaste                                       | 47° 30′ 01″ nord, 2° 46′ 54″ ouest | « IA00127659 » | Inventorié               | 1992           | Image manquante Téléverser                                         |
| Chapelle Saint-Joseph                                              | Sarzeau                | Route du Stang Rue Saint-Germain Saint-Colombier                   | 47° 32′ 48″ nord, 2° 43′ 22″ ouest | « IA00127653 » | Inventorié               | 1992           | Image manquante Téléverser                                         |
| Chapelle Saint-Martin                                              | Sarzeau                | Route de la Pointe-du-Ruault Saint-Martin                          | 47° 32′ 33″ nord, 2° 47′ 17″ ouest | « IA00127656 » | Inventorié               | 1992           | Image manquante Téléverser                                         |
| Chapelle Saint-Maur                                                | Sarzeau                | Rue Abbé-Dréan Brillac                                             | 47° 32′ 27″ nord, 2° 49′ 01″ ouest | « IA00127601 » | APPB Inventorié          | 1992 1992      | Image manquante Téléverser                                         |
| Chapelle Saint-Sébastien                                           | Sarzeau                | Place du Porh-Keribat Kerguet                                      | 47° 31′ 26″ nord, 2° 44′ 12″ ouest | « IA00127622 » | Inventorié               | 1992           | Image manquante Téléverser                                         |
| Chapelle du château de Kerlevénan                                  | Sarzeau                | Kerlevenan                                                         | 47° 32′ 26″ nord, 2° 43′ 42″ ouest | « PA00091727 » | Classé                   | 1982           | Image manquante Téléverser                                         |
| Chapelle du château de Truscat                                     | Sarzeau                | Truscat                                                            | 47° 32′ 15″ nord, 2° 46′ 07″ ouest | « IA00127660 » | Inventorié               | 1992           | Image manquante Téléverser                                         |
| Chapelle Notre-Dame                                                | Séglien                | Locmaria                                                           | 48° 06′ 49″ nord, 3° 08′ 59″ ouest | « PA00091736 » | Inscrit                  | 1927           | Chapelle Notre-Dame                                                |
| Chapelle Saint-Germain                                             | Séglien                | Saint-Germain                                                      | 48° 06′ 00″ nord, 3° 11′ 34″ ouest | « PA56000068 » | Inscrit                  | 2008           | Chapelle Saint-Germain                                             |
| Chapelle Saint-Jean                                                | Séglien                |                                                                    | 48° 05′ 06″ nord, 3° 07′ 23″ ouest | « PA00091737 » | Inscrit                  | 1935           | Chapelle Saint-Jean                                                |
| Chapelle Saint-Zénon                                               | Séglien                | Saint-Zénon                                                        | 48° 04′ 21″ nord, 3° 08′ 37″ ouest | « IA00009984 » | Inventorié               | 1986           | Image manquante Téléverser                                         |
| Oratoire du Clandy                                                 | Séglien                | Rue du Clandy                                                      | 48° 05′ 06″ nord, 3° 07′ 23″ ouest |                |                          |                | Image manquante Téléverser                                         |
| Chapelle Notre-Dame-du-Bon-Voyage                                  | Séné                   | Route de Kerleguen Kerarden                                        | 47° 36′ 02″ nord, 2° 42′ 50″ ouest | « IA00114347 » | Inventorié               | 1988           | Image manquante Téléverser                                         |
| Chapelle Saint-Laurent                                             | Séné                   | Chemin de Saint-Laurent Saint-Laurent                              | 47° 36′ 22″ nord, 2° 45′ 29″ ouest | « IA00114362 » | Inventorié               | 1988           | Image manquante Téléverser                                         |
| Chapelle Saint-Vital                                               | Séné                   | Île de Boëd                                                        | 47° 36′ 22″ nord, 2° 45′ 29″ ouest |                |                          |                | Image manquante Téléverser                                         |
| Chapelle Sainte-Anne                                               | Séné                   | Rue de Bellevue Le Méniech                                         | 47° 37′ 12″ nord, 2° 46′ 20″ ouest |                |                          |                | Image manquante Téléverser                                         |
| Chapelle de Boëdic                                                 | Séné                   | Île de Boëdic                                                      | 47° 37′ 04″ nord, 2° 47′ 05″ ouest |                |                          |                | Chapelle de Boëdic                                                 |
| Chapelle Saint-François-Xavier du château de Limur                 | Séné                   | Rue de Limur                                                       | 47° 38′ 47″ nord, 2° 43′ 40″ ouest | « IA00114354 » | Inventorié               | 1989           | Image manquante Téléverser                                         |
| Chapelle Notre-Dame-de-Toute-Aide                                  | Sérent                 | Bréhélan                                                           | 47° 47′ 49″ nord, 2° 28′ 35″ ouest | « IA00010028 » | Inventorié               | 1986           | Image manquante Téléverser                                         |
| Chapelle Saint-Barnabé                                             | Sérent                 | Les Trégouëts                                                      | 47° 49′ 13″ nord, 2° 29′ 09″ ouest | « IA00010030 » | Inventorié               | 1986           | Image manquante Téléverser                                         |
| Chapelle Saint-Jacques                                             | Sérent                 | Launay-Guéného                                                     | 47° 48′ 14″ nord, 2° 32′ 39″ ouest | « IA00010036 » | Inventorié               | 1986           | Image manquante Téléverser                                         |
| Chapelle Saint-Sébastien                                           | Sérent                 | Lescouët                                                           | 47° 49′ 57″ nord, 2° 26′ 32″ ouest | « IA00010020 » | Inventorié               | 1986           | Image manquante Téléverser                                         |
| Chapelle Saint-Symphorien                                          | Sérent                 | Couësboux                                                          | 47° 50′ 04″ nord, 2° 33′ 11″ ouest | « IA00010029 » | Inventorié               | 1986           | Image manquante Téléverser                                         |
| Chapelle Sainte-Suzanne                                            | Sérent                 | Tréviet                                                            | 47° 50′ 42″ nord, 2° 30′ 31″ ouest | « PA00091742 » | Classé                   | 1977           | Chapelle Sainte-Suzanne                                            |
| Chapelle                                                           | Sérent                 | Rue Merlin                                                         | 47° 49′ 22″ nord, 2° 30′ 48″ ouest |                |                          |                | Image manquante Téléverser                                         |
| Chapelle Saint-Laurent                                             | Silfiac                | Saint-Laurent                                                      | 48° 08′ 04″ nord, 3° 09′ 17″ ouest | « PA00091744 » | Inscrit                  | 1925           | Chapelle Saint-Laurent                                             |
| Chapelle Saint-Jean                                                | Le Sourn               | Saint-Jean                                                         | 48° 01′ 21″ nord, 2° 59′ 45″ ouest | « IA00010485 » | Inventorié               | 1986           | Image manquante Téléverser                                         |
| Chapelle Saint-Michel                                              | Le Sourn               | Saint-Michel                                                       | 48° 02′ 36″ nord, 2° 59′ 31″ ouest | « IA00010486 » | Inventorié               | 1986           | Chapelle Saint-Michel                                              |
| Chapelle Saint-Roch                                                | Sulniac                | Cimetière Le Gorvello                                              | 47° 38′ 24″ nord, 2° 35′ 39″ ouest |                |                          |                | Chapelle Saint-Roch                                                |
| Chapelle Sainte-Marguerite                                         | Sulniac                | Sainte-Marguerite                                                  | 47° 39′ 40″ nord, 2° 31′ 59″ ouest |                |                          |                | Chapelle Sainte-Marguerite                                         |
| Chapelle Notre-Dame-de-Recouvrance                                 | Surzur                 | Rue de la Chapelle                                                 | 47° 34′ 35″ nord, 2° 37′ 47″ ouest | « IA00114374 » | Inventorié               | 1970           | Image manquante Téléverser                                         |
| Chapelle Saint-Marc                                                | Surzur                 | Trémoyec                                                           | 47° 33′ 30″ nord, 2° 35′ 57″ ouest | « IA00114395 » | Inventorié               | 1970           | Image manquante Téléverser                                         |
| Chapelle Sainte-Anne-Grappon                                       | Surzur                 | Le Cosquer                                                         | 47° 32′ 44″ nord, 2° 38′ 59″ ouest | « IA00114397 » | Inventorié               | 1970           | Chapelle Sainte-Anne-Grappon                                       |
| Chapelle Sainte-Hélène                                             | Surzur                 | Brarun                                                             | 47° 34′ 19″ nord, 2° 37′ 34″ ouest | « PA00091749 » | Inscrit                  | 1973           | Chapelle Sainte-Hélène                                             |
| Chapelle du château du Grégo                                       | Surzur                 | Le Grégo                                                           | 47° 36′ 04″ nord, 2° 37′ 22″ ouest | « IA00114383 » | Inventorié               | 1970           | Image manquante Téléverser                                         |
| Chapelle du château de Pembulzo                                    | Surzur                 | Pembulzo                                                           | 47° 35′ 01″ nord, 2° 36′ 18″ ouest | « IA00114393 » | Inventorié               | 1987           | Image manquante Téléverser                                         |
| Chapelle Saint-Étienne                                             | Taupont                | Rue du Carouge Crémenan                                            | 47° 57′ 52″ nord, 2° 26′ 38″ ouest | « IA00010270 » | Inventorié               | 1986           | Image manquante Téléverser                                         |
| Chapelle Saint-Gildas-et-Saint-Mathurin                            | Taupont                | Rue Saint-Mathurin Quelneuc                                        | 47° 58′ 06″ nord, 2° 25′ 00″ ouest | « IA00010279 » | Inventorié               | 1986           | Image manquante Téléverser                                         |
| Chapelle Sainte-Anne                                               | Taupont                | Rue de la Chapelle Lézillac                                        | 47° 57′ 46″ nord, 2° 25′ 57″ ouest | « IA00010286 » | Inventorié               | 1986           | Image manquante Téléverser                                         |
| Chapelle de la Salette                                             | Théhillac              | Rue de l'École                                                     | 47° 34′ 15″ nord, 2° 06′ 32″ ouest |                |                          |                | Image manquante Téléverser                                         |
| Chapelle Notre-Dame-la-Blanche                                     | Theix-Noyalo           | Rue de la Chapelle Place de la Chapelle Theix                      | 47° 37′ 43″ nord, 2° 39′ 01″ ouest | « PA00091755 » | Inscrit                  | 1925           | Image manquante Téléverser                                         |
| Chapelle Saint-Joseph de Theix                                     | Theix-Noyalo           | Calzac-Église Theix                                                | 47° 38′ 49″ nord, 2° 36′ 28″ ouest | « IA00114414 » | Inventorié               | 1971           | Image manquante Téléverser                                         |
| Chapelle Saint-Léonard de Theix                                    | Theix-Noyalo           | Saint-Léonard Theix                                                | 47° 38′ 56″ nord, 2° 42′ 33″ ouest | « IA00114440 » | Inventorié               | 1970           | Image manquante Téléverser                                         |
| Chapelle Saint-Michel de Theix                                     | Theix-Noyalo           | Brangolo Theix                                                     | 47° 39′ 09″ nord, 2° 37′ 03″ ouest | « PA00091754 » | Inscrit                  | 1925           | Image manquante Téléverser                                         |
| Chapelle Sainte-Barbe de Theix                                     | Theix-Noyalo           | Moustoir-Lorho Theix                                               | 47° 36′ 27″ nord, 2° 38′ 35″ ouest | « IA00114433 » | Inventorié               | 1970           | Chapelle Sainte-Barbe de Theix                                     |
| Chapelle du manoir de Caden                                        | Le Tour-du-Parc        | Caden                                                              | 47° 32′ 26″ nord, 2° 40′ 37″ ouest | « IA00127672 » | Inventorié               | 1992           | Chapelle du manoir de Caden                                        |
| Chapelle Saint-Cornély                                             | Tréal                  | Le Vieux-Bourg                                                     | 47° 50′ 40″ nord, 2° 12′ 28″ ouest | « IA00009804 » | Inventorié               | 1986           | Chapelle Saint-Cornély                                             |
| Chapelle Saint-Nicolas                                             | Trédion                | La Métairie-du-Croc                                                | 47° 47′ 37″ nord, 2° 33′ 22″ ouest |                |                          |                | Image manquante Téléverser                                         |
| Chapelle Notre-Dame-de-Bon-Secours                                 | Treffléan              | Cran                                                               | 47° 39′ 58″ nord, 2° 36′ 03″ ouest | « PA00091759 » | Classé                   | 1962           | Chapelle Notre-Dame-de-Bon-Secours                                 |
| Chapelle Sainte-Apolinne                                           | Treffléan              | Randrécard                                                         | 47° 40′ 22″ nord, 2° 37′ 56″ ouest |                |                          |                | Chapelle Sainte-Apolinne                                           |
| Chapelle Saint-Yves                                                | La Trinité-Porhoët     | Rue Saint-Yves                                                     | 48° 05′ 55″ nord, 2° 32′ 48″ ouest |                |                          |                | Image manquante Téléverser                                         |
| Chapelle Saint-Méen de La Chapelle-Caro                            | Val-d'Oust             | Saint-Méen La Chapelle-Caro                                        | 47° 49′ 18″ nord, 2° 23′ 54″ ouest | « PA00091149 » | Inscrit                  | 1973           | Chapelle Saint-Méen de La Chapelle-Caro                            |
| Chapelle Notre-Dame-de-Bonne-Nouvelle du manoir du Val-Néant       | Val-d'Oust             | Le Val-Néant Le Roc-Saint-André                                    | 47° 51′ 37″ nord, 2° 27′ 23″ ouest | « IA00010140 » | Inventorié               | 1986           | Image manquante Téléverser                                         |
| Chapelle Notre-Dame                                                | Vannes                 | Le Rohic                                                           | 47° 39′ 51″ nord, 2° 43′ 03″ ouest | « PA00091773 » | Classé                   | 1929           | Chapelle Notre-Dame                                                |
| Chapelle conventuelle du Père-Éternel                              | Vannes                 | Place Théodore-Decker Rue Madame-Molé                              | 47° 39′ 05″ nord, 2° 45′ 35″ ouest |                |                          |                | Chapelle conventuelle du Père-Éternel                              |
| Ruines de la chapelle Saint-Guen                                   | Vannes                 | Place Colonel-Le-Menach                                            | 47° 40′ 14″ nord, 2° 45′ 21″ ouest | « PA00091774 » | Inscrit                  | 1939           | Ruines de la chapelle Saint-Guen                                   |
| Chapelle Saint-Yves                                                | Vannes                 | Place Maurice Marchais                                             | 47° 39′ 32″ nord, 2° 45′ 37″ ouest | « PA00091778 » | Inscrit                  | 1929           | Chapelle Saint-Yves                                                |
| Chapelle Sainte-Anne                                               | Vannes                 | 20 rue Aristide-Briand                                             | 47° 39′ 28″ nord, 2° 44′ 53″ ouest |                |                          |                | Image manquante Téléverser                                         |
| Chapelle Sainte-Catherine (dite aussi chapelle de la Congrégation) | Vannes                 | Place Sainte-Catherine                                             | 47° 39′ 35″ nord, 2° 45′ 16″ ouest |                |                          |                | Chapelle Sainte-Catherine (dite aussi chapelle de la Congrégation) |
| Chapelle de la Sainte-Vierge                                       | Vannes                 | Centre hospitalier Avenue Favrel et Lincy                          | 47° 39′ 54″ nord, 2° 44′ 29″ ouest |                |                          |                | Chapelle de la Sainte-Vierge                                       |
| Chapelle des Carmélites                                            | Vannes                 | Couvent des Carmélites 35 rue Jean Gougaud                         | 47° 39′ 29″ nord, 2° 45′ 59″ ouest |                |                          |                | Image manquante Téléverser                                         |
| Chapelle des Carmes déchaussés                                     | Vannes                 | Place Thédore-Decker                                               | 47° 39′ 07″ nord, 2° 45′ 37″ ouest |                |                          |                | Chapelle des Carmes déchaussés                                     |
| Chapelle des Ursulines                                             | Vannes                 | 3 rue Thiers                                                       | 47° 39′ 14″ nord, 2° 45′ 36″ ouest | « PA00091779 » | Classé                   | 1988           | Chapelle des Ursulines                                             |
| Chapelle du collège Notre-Dame-le-Ménimur                          | Vannes                 | Rue de Metz                                                        | 47° 40′ 02″ nord, 2° 45′ 54″ ouest | « IA56003330 » |                          |                | Chapelle du collège Notre-Dame-le-Ménimur                          |
| Chapelle du lycée Saint-François-Xavier                            | Vannes                 | Rue Thiers                                                         | 47° 39′ 12″ nord, 2° 45′ 38″ ouest |                |                          |                | Chapelle du lycée Saint-François-Xavier                            |
| Chapelle du Mené                                                   | Vannes                 | Couvent des Dames de la Retraite du Mené >br>12 avenue Victor-Hugo | à géolocaliser                     |                |                          |                | Image manquante Téléverser                                         |
| Chapelle du château de Meudon                                      | Vannes                 | Meudon                                                             | 47° 40′ 01″ nord, 2° 41′ 48″ ouest |                |                          |                | Image manquante Téléverser                                         |
| Chapelle du manoir de Larmor                                       | Vannes                 | Avenue René-de-Kerviler                                            | 47° 38′ 26″ nord, 2° 45′ 25″ ouest |                |                          |                | Chapelle du manoir de Larmor                                       |
| Chapelle de la Vraie-Croix                                         | La Vraie-Croix         | Place du Palais Rue des Templiers                                  | 47° 41′ 22″ nord, 2° 32′ 36″ ouest | « PA00091807 » | Inscrit                  | 1926           | Chapelle de la Vraie-Croix                                         |